# Švédská masáž
Švédská masáž popsaná kolem roku 1830 (Per Henrik Ling) se v západních kulturách považuje za základní formu masáže. 
Využívá různé typy tření a hnětení; využívá se hlavně na ošetření bolestí zad, namožených svalů, nespavosti a problémů spojených se stresem.
Klient při masáži leží na stole nebo sedí na židli a jeho tělo je přikryto ručníkem, což mimo jiné pomáhá zvyšovat tělesnou teplotu. Masáž může být zaměřena buď na konkrétní část těla nebo na tělo jako celek. 